# Маргелов, Александр Васильевич
Алекса́ндр Васи́льевич Марге́лов (21 октября 1945, Кишинёв — 19 июля 2016, Москва) — руководитель «Фонда содействия войскам специального назначения и ВДВ имени Героя Советского Союза, генерала армии В. Ф. Маргелова». Герой Российской Федерации (1996), полковник.

## Биография
Александр Васильевич Маргелов родился в семье Героя Советского Союза Василия Филипповича Маргелова.
В 1970 году окончил ракетный факультет МАИ и поступил на работу инженером в Центральном конструкторском бюро экспериментального машиностроения (ЦКБЭМ) в подмосковном Калининграде (ныне город Королёв).
С 1971 года на службе в Советской армии (ВДВ) ВС СССР, до 1980 года — в Научно-техническом комитете Воздушно-десантных войск.
Окончил экстерном Рязанское высшее воздушно-десантное командное училище и Военную академию бронетанковых войск.
5 января 1973 года впервые в мировой практике на парашютодроме ВДВ «Слободка» под Тулой было произведено десантирование на парашютно-платформенных средствах в комплексе «Кентавр» с военно-транспортного самолёта Ан-12 гусеничной боевой бронированной машины БМД-1 с двумя членами экипажа на борту. Командиром экипажа был подполковник Леонид Гаврилович Зуев, а оператором-наводчиком (старший лейтенант) Маргелов Александр Васильевич. Командовал операцией отец Александра Васильевича — Василий Филиппович Маргелов. Известно, что Василий Филиппович во время десантирования сына находился на командном пункте с заряженным пистолетом наготове, чтобы в случае неудачи застрелиться. За это время он выкурил больше одной пачки папирос.
23 января 1976 года, также впервые в мировой практике, десантированная из того же типа самолёта, произвела мягкую посадку БМД-1 на парашютно-реактивной системе в комплексе «Реактавр» также с двумя членами экипажа на борту — майором Александром Васильевичем Маргеловым и подполковником Леонидом Ивановичем Щербаковым. Десантирование производилось с огромным риском для жизни, без индивидуальных средств спасения. 
Десантирование техники с экипажем на реактивных системах позволило вводить в бой дивизии ВДВ не за семь суток, как ранее, а за 22 минуты. Это стало серьезным козырем во время холодной войны.  Через двадцать лет за подвиг семидесятых годов обоим было присвоено звание Героя России.
Скончался 19 июля 2016 года около четырёх часов утра после продолжительной болезни. Похоронен на Новодевичьем кладбище рядом с отцом и братом.

## Творчество
- А. В. Маргелов и В. В. Маргелов «Десантник № 1. Генерал армии Маргелов.»

## Знаки отличия
- Герой Российской Федерации (29 августа 1996 года) — за мужество и героизм, проявленные при испытании, доводке и освоении специальной техники[3]
- Орден Красного Знамени (1977 год)
- Орден Красной Звезды
- Государственные и ведомственные медали
- Медаль «За защиту Крыма», № 5801 — за выдающиеся достижения в общественно-патриотической деятельности, направленной на возрождение силы и мощи России[4]
- Лауреат премии Дружбы народов «Белые журавли России» с вручением одноименного ордена (2015)

## Память
22 июля 2017 года в парке на ул. Энергетиков города Сургута был открыт памятник Герою России Александру Васильевичу Маргелову. Примечательно, что памятник расположен рядом с открытым годом ранее памятником Василию Филипповичу Маргелову.
Фестиваль военно-патриотической песни «Песни огненных дорог» носит имя Героя Российской Федерации полковника Александра Маргелова.